# Nikica
Nikica je moško osebno ime.

## Izvor imena
Ime Nikica je različica moškeg imena Nikolaj.

## Pogostost imena
Po podatkih Statističnega urada Republike Slovenije je bilo na dan 31. decembra 2007 v Sloveniji število moških oseb z imenom Niki: 47.

## Osebni praznik
Osebe z imenom Nikica lahko godujejo takrat kot osebe z imenom Nikolaj.